# Eigengewicht
Mit Eigengewicht wird in der Regel ein Teil des Gesamten bezeichnet (Gewicht oder Masse), etwa als Tara bei Verpackungen oder als Differenzangabe zwischen zulässigem Gesamtgewicht und Nutzlast bei last tragenden Konstruktionen (Fahrzeuge, Bauwerke).
Während bei einfachen Verpackungen das Eigengewicht nur gering und nahezu vernachlässigbar ist (z. B. die Papierhülle eines Zementsacks), so kann es z. B. bei großen Brücken dasjenige Gewicht sein, das die Konstruktion bestimmt.
Grundsätzlich ist das Eigengewicht, auch als Leergewicht bekannt, bei allen Landfahrzeugen, Flugzeugen und Wasserfahrzeugen ein wichtiger Faktor für den Verkehr. 
- Bei Kraftfahrzeugen ist das Eigengewicht ein wichtiger Wert für den Betrieb und die die Zulassung von Fahrzeugen zum Straßenverkehr und deren Dokumentation.[2] Zusätzlich sind Führerscheine mit dem Gesamtgewicht von Fahrzeugen verbunden, wobei das Eigengewicht von Fahrzeugen ein wesentlicher Anteil ist.[3]